# First Bank of the United States
The President, Directors and Company, of the Bank of the United States, algemeen bekend als de First Bank of the United States, was de eerste nationale bank van de Verenigde Staten en was opgericht door Alexander Hamilton in de stad Philadelphia in de periode dat die stad de hoofdstad van Amerika was. De bank deed tussen 1791 en 1811 dienst en werd opgevolgd door de Second Bank of the Unites States, die ook haar vestiging in Philadelphia kreeg. Tegenwoordig maakt het gebouw van de oude bank deel uit van het Independence National Historical Park.